# Мандра (Босна и Херцеговина)
Мандра (на сръбски: Мандра) е село в Босна и Херцеговина, разположено в община Соколац, в ентитета на Република Сръбска. Намира се на 1072 метра надморска височина. Населението му според преброяването през 2013 г. е 40 души, от тях: 40 (100 %) сърби.

## Население
Численост на населението според преброяванията през годините:
- 1961 – 134 души
- 1971 – 126 души
- 1981 – 86 души
- 1991 – 48 души
- 2013 – 40 души